# Friederike Kronau

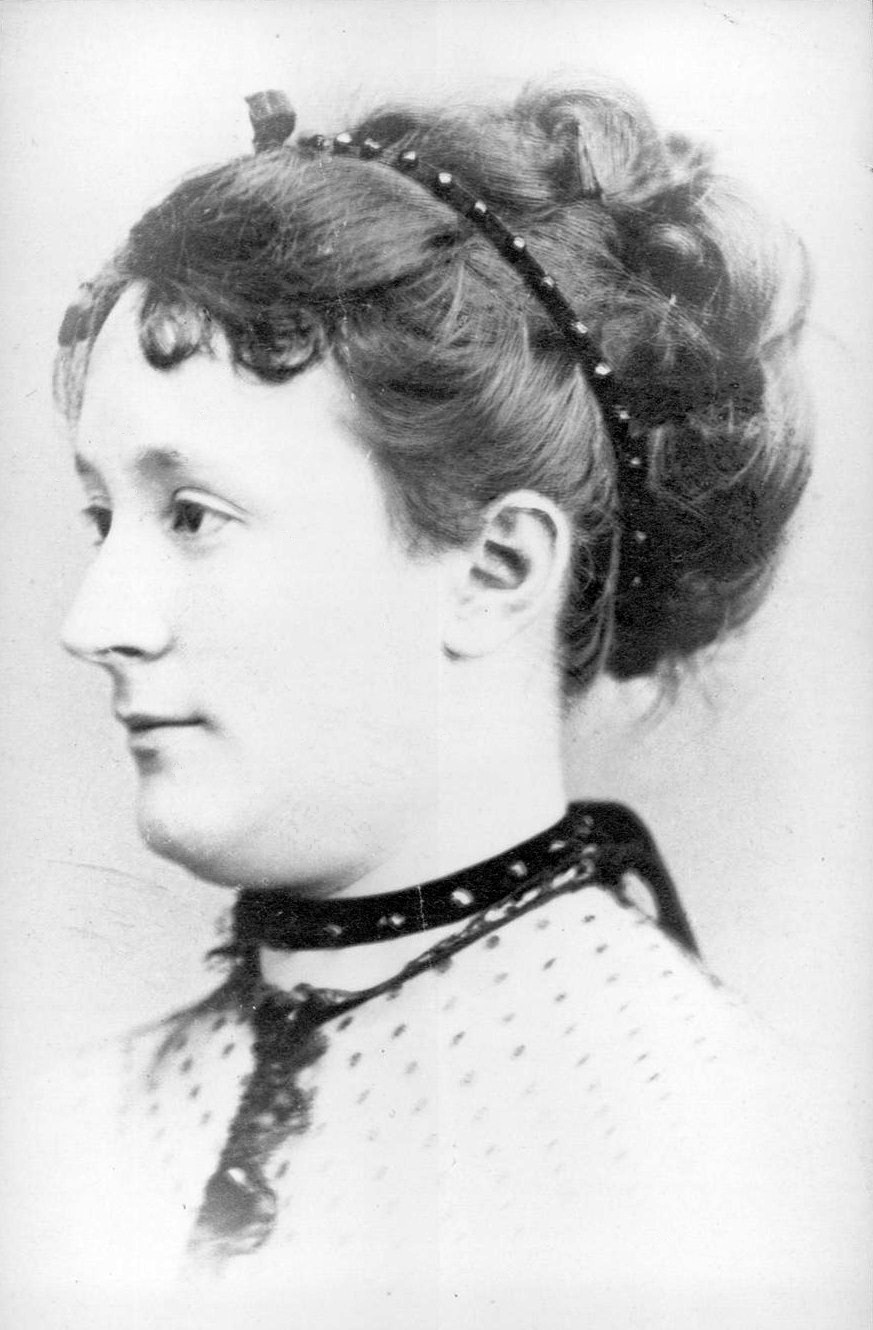
Friederike Kronau
(um 1870)

Friederike Kronau, auch Friederike Cronau (* 7. März 1841 in Duisburg-Ruhrort; † 18. Februar 1918 in Wien) war eine deutsch-österreichische Schauspielerin und uneheliche Tochter der Schauspielerin Johanette Friederike Cronau. In erster Ehe war sie mit dem k. u. k. General Leopold Freiherr von Edelsheim-Gyulai, nach dessen Tod mit dem k. u. k. Feldzeugmeister Rudolf Prinz Lobkowitz verheiratet.

## Leben

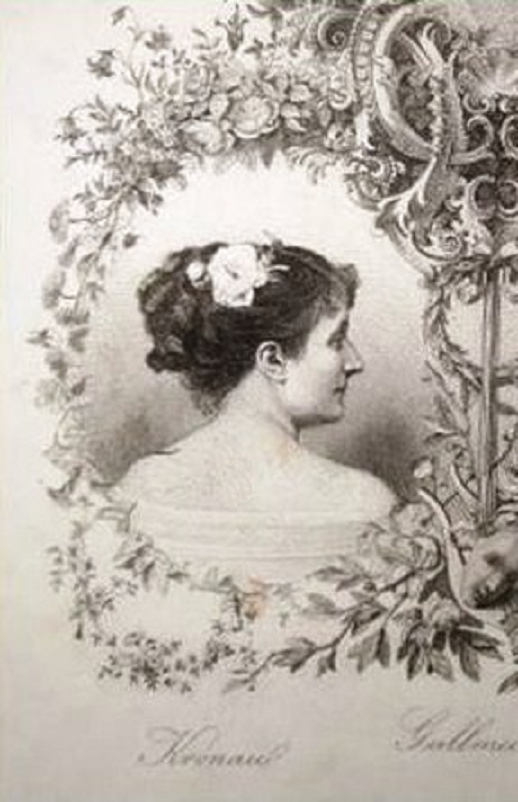
Friederike Kronau, eine „Wiener Koryphäe“

Friederike Kronau betrat erstmals in Elbing und in Linz die Bühne, wo sie die jugendliche Liebhaberin spielte. Nächste Stationen waren das Carltheater in Wien (1854 bis 1855), Thorn, Pest, Dessau und wieder Pest, bevor sie 1860 von Laube an das Burgtheater geholt wurde, wo sie bis 1863 jugendliche Liebhaberinnen und Salondamen spielte. Nach einem Engagement am Frankfurter Stadttheater 1863–65 ging sie 1865 zurück an das Carltheater und verkörperte hier die Frauengestalten in den Lustspielen von Sardou, Dumas des Jüngeren und Feuillet. Sie war ein Liebling des Wiener Publikums und gastierte erfolgreich an anderen Theatern der Habsburgermonarchie. Ihre Hauptrollen waren die Abigail in Ein Glas Wasser, Rosamunde in Rosenmüller und Finke, Benjamine in Die guten Freunde und Prinzessin George und Frou-Frou in den gleichnamigen Stücken.
Zu den bekanntesten Büsten des Bildhauers Victor Oskar Tilgner zählen neben der von Kaiser Franz Joseph, von den Malern Führich und Schönn, von der Schauspielerin Charlotte Wolter und den Dichtern Laube und Bauernfeld die Büste der Friederike Kronau.
Nach ihrer ersten Hochzeit verließ Kronau im Mai 1873 die Bühne.
1872 hatte sie in Wien den k. u. k. Oberst und späteren General Leopold Freiherr von Edelsheim (* 10. Mai 1826 in Karlsruhe; † 27. März 1893 in Budapest) geheiratet, mit dem sie den Sohn Leopold hatte. Als erbliches Mitglied des ungarischen Oberhauses bekam ihr Sohn 1906 den ungarischen Grafenstand als „Graf von Edelsheim-Gyulai von Marosnémeth und Nádaska“. Er war mit Prinzessin Irma Odescalchi de Szerém verheiratet.
Im Jahr 1900 heiratete Friederike Kronau Rudolf Prinz Lobkowitz (* 16. August 1840 in Frischau; † 9. April 1908 in Wien), k. u. k. Feldzeugmeister, einen Sohn des Ludwig Johann Carl Joseph Prinz Lobkowitz und der Prinzessin Leopoldine Maria Caroline Franciska Gabriele Eleonore Josepha von und zu Liechtenstein.
Ihre Nachfahrin, Ilona Gräfin von Edelsheim-Gyulai (* 14. Januar 1918; † 18. April 2013) heiratete 1940 den Vizeregenten von Ungarn, István Horthy (* 1904; † 1942), Sohn des Regenten von Ungarn, Miklós Horthy (* 1868; † 1957), und war seit 21. Mai 2011 Ehrenbürgerin des Budapester Burgviertels.